# Hendrik Petrus Berlage

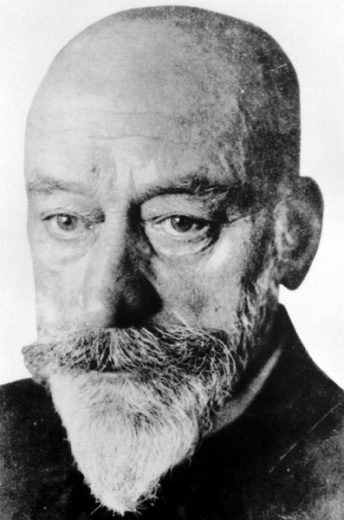
Hendrik Petrus Berlage

Hendrik Petrus Berlage (oft auch HP Berlage; * 21. Februar 1856 in Amsterdam; † 12. August 1934 in Den Haag) war ein niederländischer Architekt an der Schwelle vom Historismus zur Moderne.

## Vater der modernen Architektur in den Niederlanden
Berlage wird vielfach als Vater der modernen Architektur in den Niederlanden gesehen, obwohl die meisten seiner Werke nicht bei den modernen Strömungen genannt werden. Er war sehr einflussreich, aber den vollständigen Schritt in die Moderne hatte er nicht ganz vollzogen. Heute werden viele seiner Bauten und vor allem sein bewunderter Städtebau dem Traditionalismus zugeordnet. Beim Städtebau hatte er eine traditionalistische Einstellung, die Camillo Sitte näherstand als der CIAM. Die Entwicklung vom Historismus zur Moderne vollzog sich in den Niederlanden entsprechend den folgenden Schritten:
- Historismus (Pierre Cuypers)
- Traditionalismus (teilweise Berlage, Delfter Schule)
- Expressionismus (Kramer, de Klerk mit Kritik an Berlage im Bouwkundig Weekblad 45/1916)
- Neues Bauen

Beim Neuen Bauen werden in den Niederlanden die folgenden Strömungen unterschieden:
- De Stijl (Rietveld, Oud, van Doesburg mit Manifest De Stijl/1917 gegen den „modernen Barock“ des Expressionismus der Amsterdamer Schule)
- CIAM-Rationalismus (Van Eesteren, van Tijen, Merkelbach mit Manifest De-8/1927 gegen die Amsterdamer Schule)
- Constructivism (Duiker, van der Vlugt)
- Backstein-Kubismus (Dudok, teilweise Berlage)

## Werdegang und Architektur

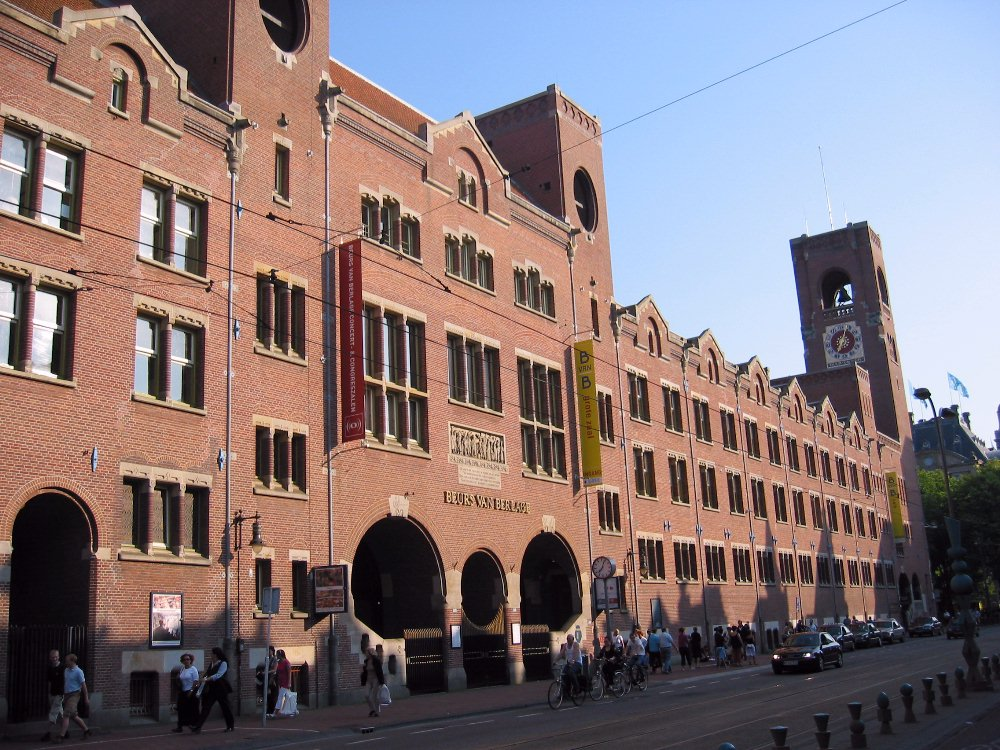
Amsterdamer Börse (1896–1903)

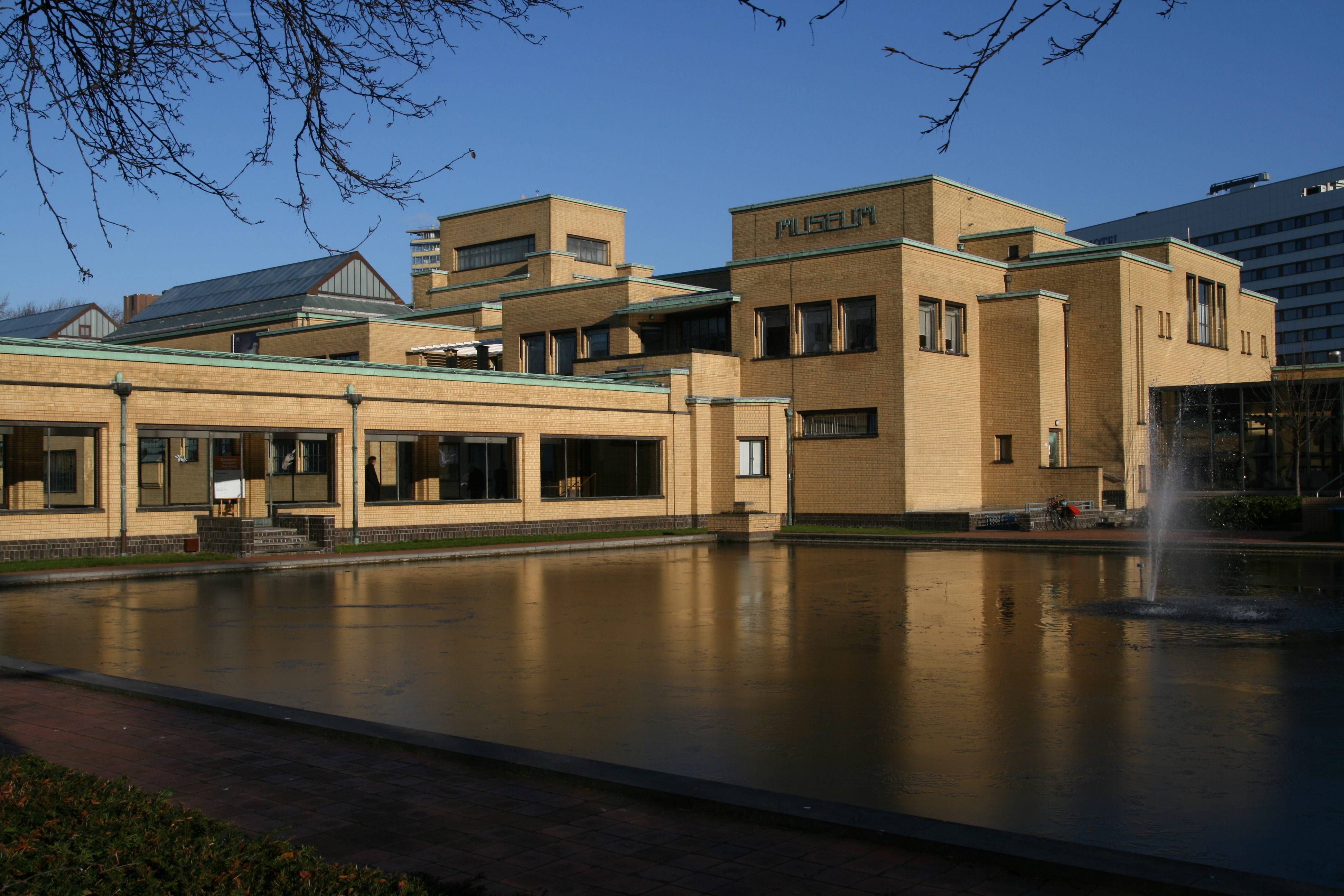
Gemeentemuseum Den Haag (1928–1935)

Berlage nahm zunächst ein Studium an der Reichsakademie für Bildende Künste in Amsterdam auf, um Maler zu werden, brach dieses aber nach einem Jahr ab und begann ein Architekturstudium am Polytechnikum Zürich, das er 1878 abschloss. Großen Einfluss hatte auf ihn besonders das Werk von Gottfried Semper, der bis 1871 selbst in Zürich gelehrt hatte. Anschließend begab er sich auf eine dreijährige Reise, vor allem durch Italien und Deutschland. 1881 kehrte er in seine Heimat zurück und trat in das Amsterdamer Büro des Ingenieurs Theodore Sanders ein, dessen Partner er von 1884 bis 1889 war, bevor er sich mit einem eigenen Architekturbüro selbständig machte.
Obwohl selbst im Sinne des Historismus ausgebildet, übte Berlage bald heftige Kritik an dieser Stilrichtung, die er als unehrlich und nicht mehr zeitgemäß empfand. In seinem Text Baukunst und Impressionismus von 1893 entwarf Berlage ein Bild der Architektur in einer (von ihm erhofften) demokratischen Gesellschaft. Die neue Gesellschaftsform sollte ihren Niederschlag finden in einer erschwinglichen, einfachen und damit allgemeinverständlichen Architektur. Gerade auch um sich angesichts von Sparzwängen neben den reinen Ingenieuren behaupten zu können, müssten sich die Architekten in Einfachheit üben, so Berlage, und künstlerische Qualität ohne Mehrkosten anbieten.
In der Folge traten bei Berlages Bauten die historischen Formen (v. a. der Renaissance) immer weiter in den Hintergrund. Die Werke der folgenden Jahre – etwa die Bauten für die Versicherung De Nederlanden und die Amsterdamer Börse – zeichnen sich durch zunehmende Flächigkeit und Blockhaftigkeit aus. Das unverputzte Backsteinmauerwerk ist (oft auch für das Innere) prägend, Schmuckformen werden weitestgehend in die Mauerfläche integriert. Die oft monumentale Wirkung der Bauten beruht vor allem auf einer charakteristischen Silhouette und der harmonischen Massenverteilung. Auch unter dem Einfluss von Pierre Cuypers und Eugène Viollet-le-Duc geht Berlage im Entwurf vom Funktionalen, vom Raumbedarf aus. Die rationale innere Raumverteilung wird nicht hinter einer einheitlichen, symmetrischen Fassade versteckt, sondern zeichnet sich oft deutlich am Äußeren ab.
Der einzige von Berlage in Deutschland ausgeführte Bau war das Niederländische Haus in Leipzig. Die 1901 bis 1903 errichtete deutsche Niederlassung der Algemeene Maatschappij van Levensverzekering en Lijfrente wurde im Zweiten Weltkrieg zerstört. 1914 beteiligte er sich zusammen mit H.A. von Anrooy als niederländische Werkbundmitglieder an der Kölner Werkbundausstellung.
In den folgenden Jahrzehnten seiner langen Laufbahn blieb Berlage seinen Grundprinzipien treu. Der traditionelle Backstein wurde teilweise durch modernere Baustoffe ersetzt. Etwa bei der Christian Science Church in Den Haag oder dem Gemeentemuseum in Den Haag gelangte Berlage so zu einer durchaus modernen Formensprache.

## Werke (Auswahl)
- Volkshaus, Lochem (1891/1892)
- Villa Heymans, Groningen (1893–1895)
- Gebäude für „De Nederlanden van 1845“, Amsterdam (1894–1896 u. 1910/1911)
- Gebäude für „De Nederlanden …“, Den Haag (1895/1896 u. 1908/1909)
- Amsterdamer Börse (1896–1903)
- Hauptgebäude für „Algemeene Nederlandsche Diamantbewerkersbond“, Amsterdam (1897–1900)
- Villa Henny, Den Haag (1898)
- Nieuwe Amstelbrug, Amsterdam (1899–1903)
- Haus L. Simons, Amsterdam (1900)[2]
- Niederländisches Haus, Leipzig (1901–1903)
- Landhaus Laven (1906)[3]
- Landwirtschaftlicher Komplex „De Schipborg“ (1914)
- Holland House, London (1914–1916)
- Jagdhaus St. Hubertus, Hoenderloo (1914–1920)
- Gemeindemuseum, Den Haag (1919/1920 u. 1928–1935)
- Gebäude für „De Nederlanden …“, Den Haag (1920–1927)
- Christian Science Church, Den Haag (1925/1926)
- Rathaus, Usquert (1928–1930)

Neben den bekannten Bauwerken beschäftigte sich Berlage intensiv mit Fragen des sozialen Wohnungsbaus und der Stadtplanung (Pläne für Amsterdam-Süd 1900–1905 sowie 1914–1917; Erweiterungsplan für Den Haag 1907–1911). Außerdem lieferte er für seine Bauten zum Teil auch die Inneneinrichtung und arbeitete eng mit Bildhauern und anderen Künstlern zusammen. Die eisernen Strommasten für die elektrische Straßenbahn Amsterdams wurden Anfang des 20. Jahrhunderts ebenfalls von dem Architekten entworfen. Er hielt zahlreiche Vorträge in den Niederlanden und im Ausland, veröffentlichte Artikel und Bücher.

### Stadterweiterung Den Haag – Strukturplan 1908

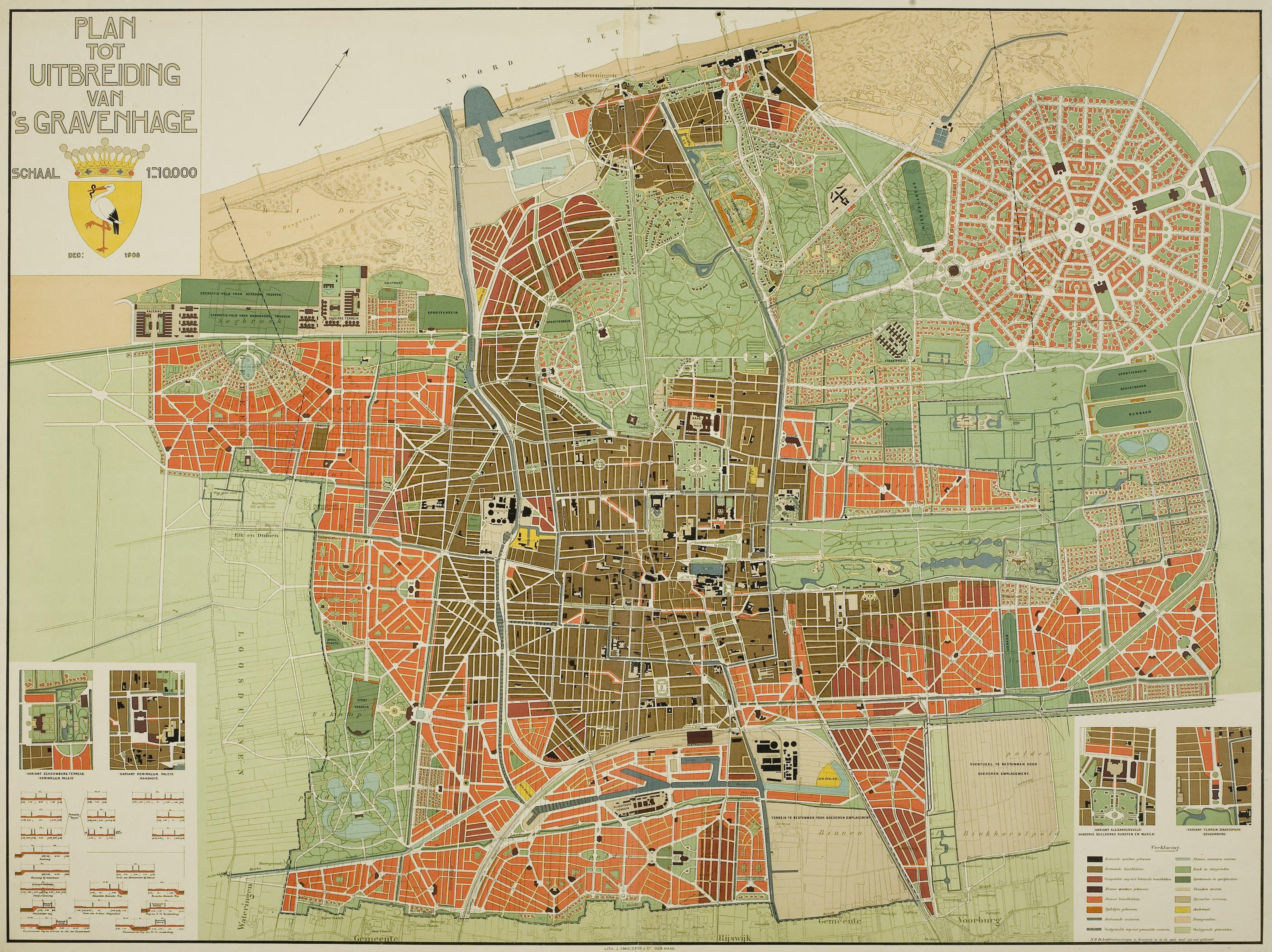
Den Haag, Strukturplan 1908 (teilweise ausgeführt), rechts oben
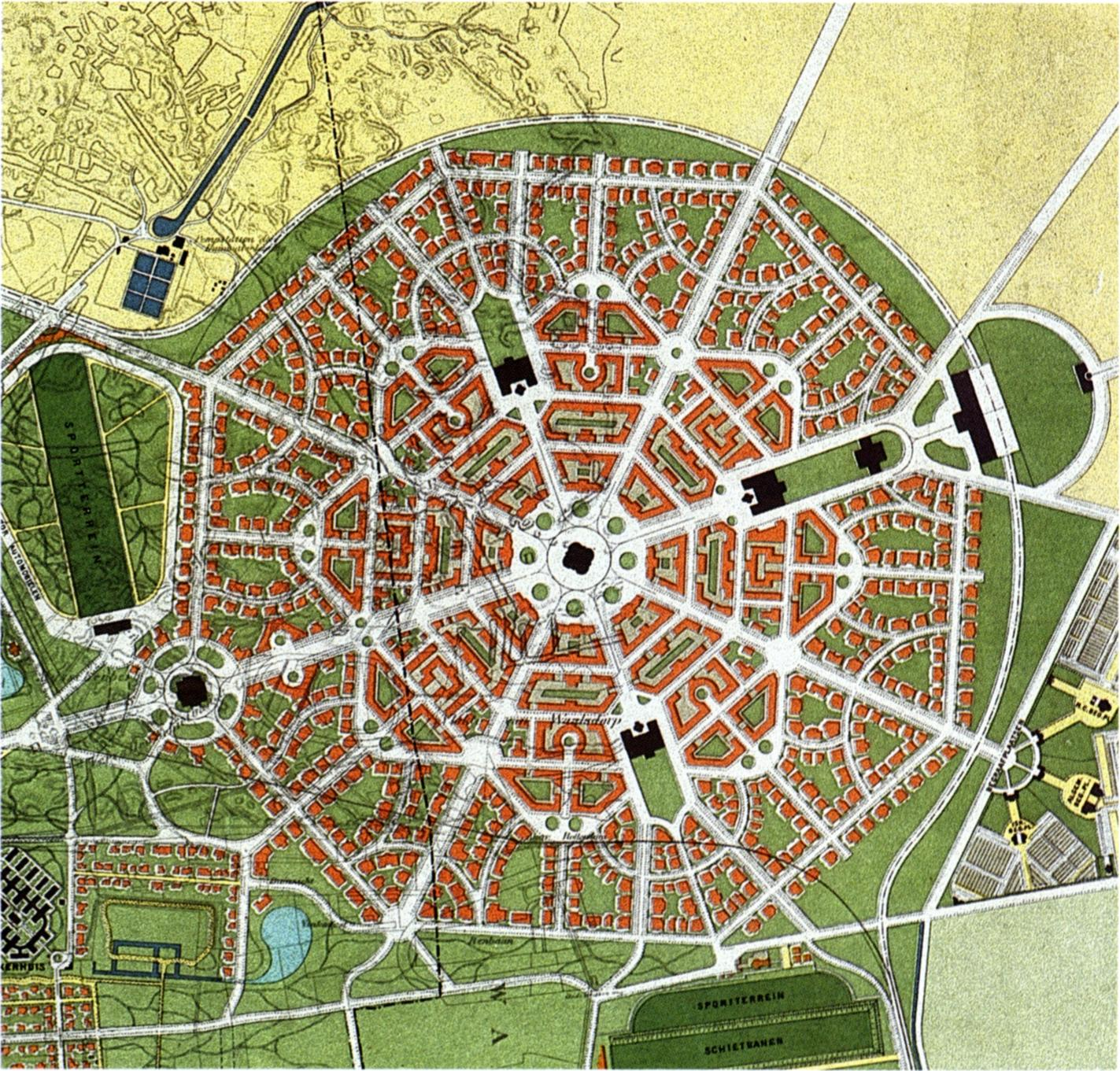
Ausschnitt „Weltfriedenszentrum“ (nicht ausgeführt)

### Stadterweiterung Amsterdam-Zuid – Strukturplan 1915
Der Stadtteil Amsterdam-Zuid (Süd) ist in architektonischer Hinsicht aus zwei Gründen bekannt geworden: einerseits durch den professionell ausgearbeiteten Städtebauplan von Berlage und anderseits durch die Architektur der expressionistischen Amsterdamer Schule (Michel de Klerk, Piet Kramer u. a.). Zwischen den Amsterdamer Architekten und der deutschen Avantgarde in Berlin bestanden gute Kontakte. Von Fachleuten wurde Amsterdam der 1920er Jahre als „Mekka“ des modernen Städtebaus bezeichnet. Dass Berlage 1928 zum ersten CIAM-Kongress eingeladen wurde, war eine Anerkennung seiner städtebaulichen Arbeit.

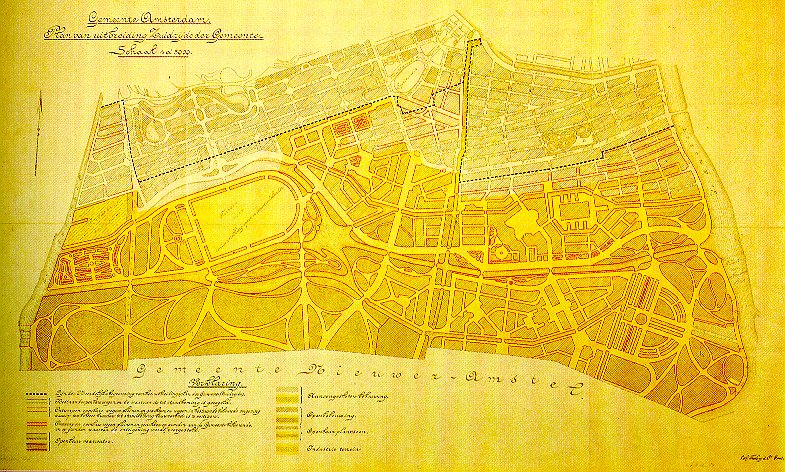
Amsterdam-Zuid (Süd), städtebauliches Vorprojekt 1904
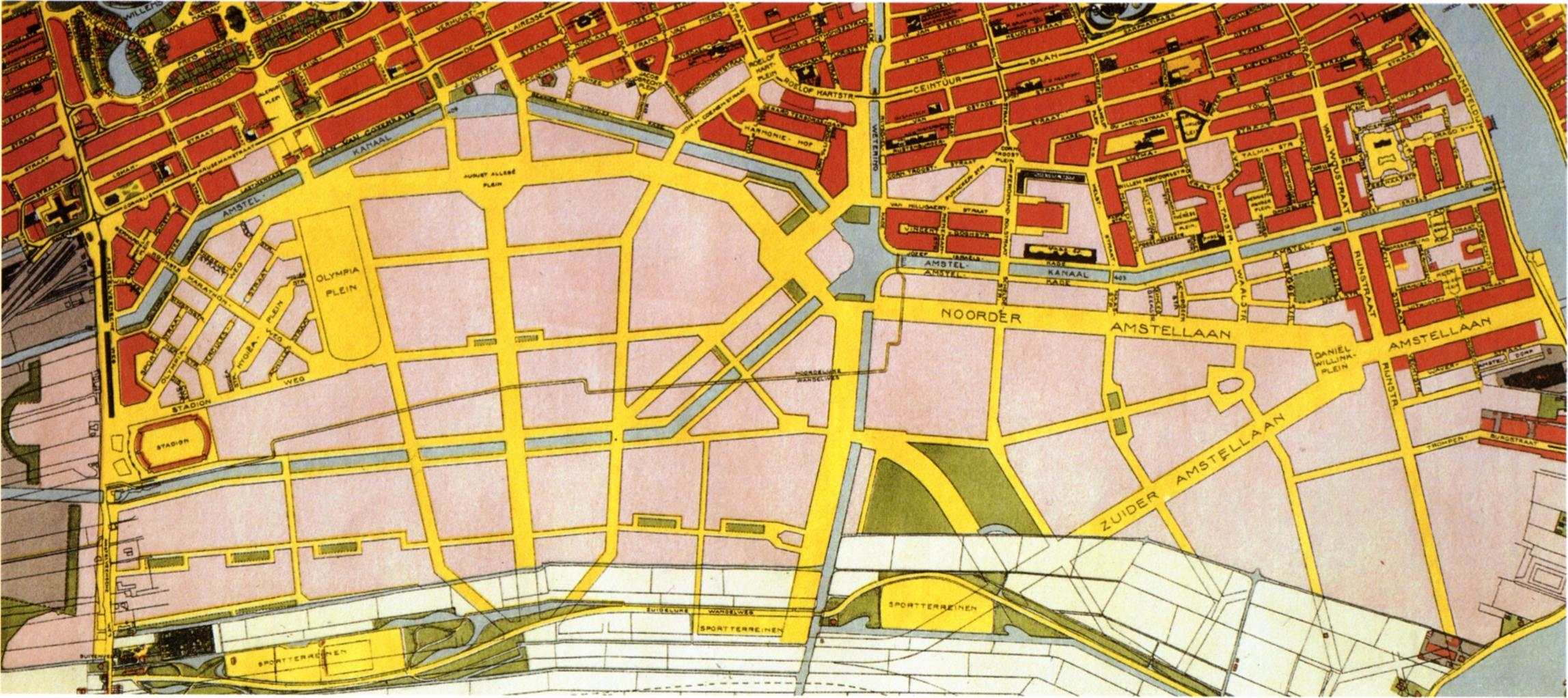
Strukturplan 1915, Stand der architektonischen Einfüllungen 1922
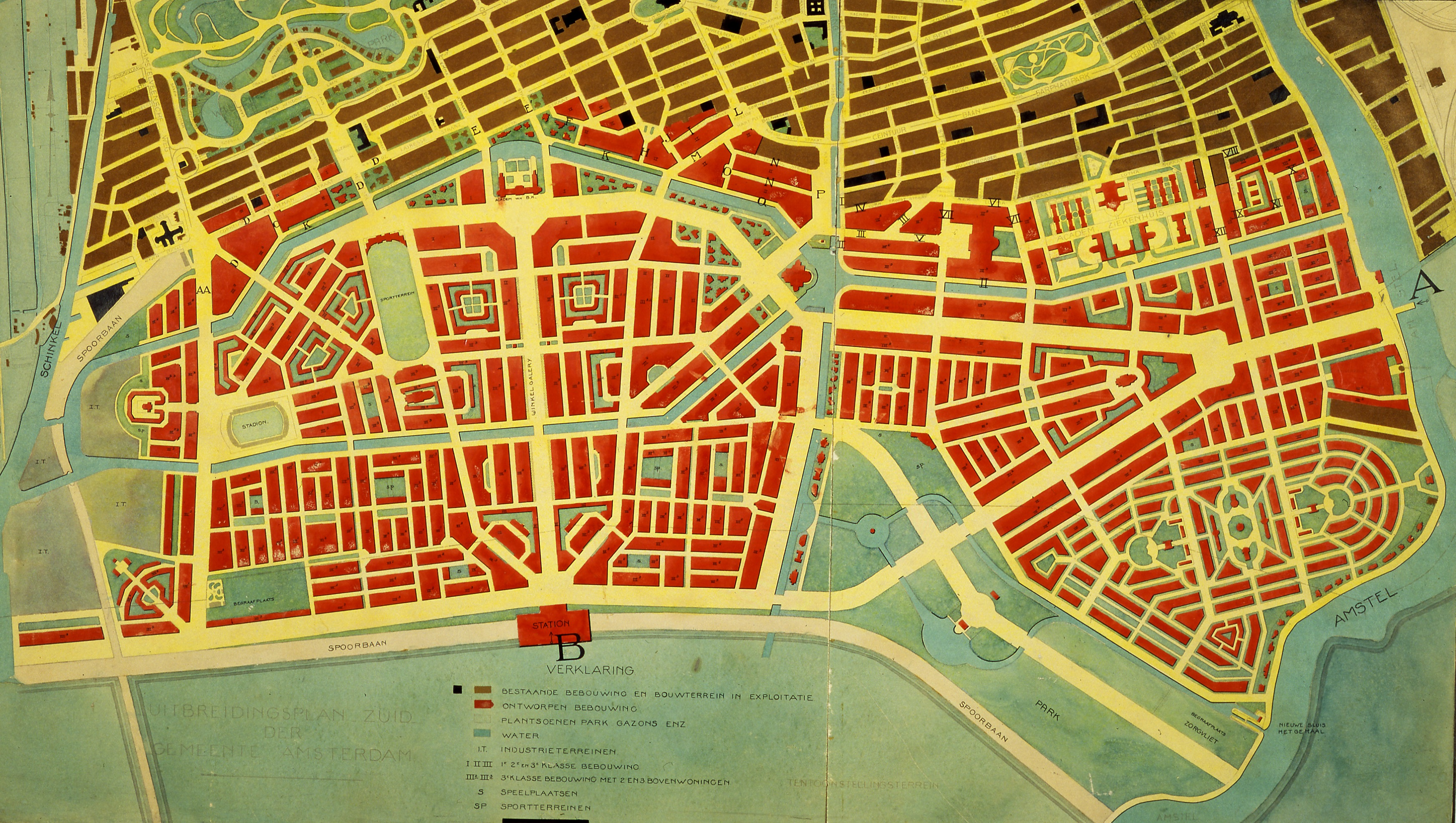
Strukturplan 1915, amtlich genehmigt 1917, mit fiktiven arch. Einfüllungen
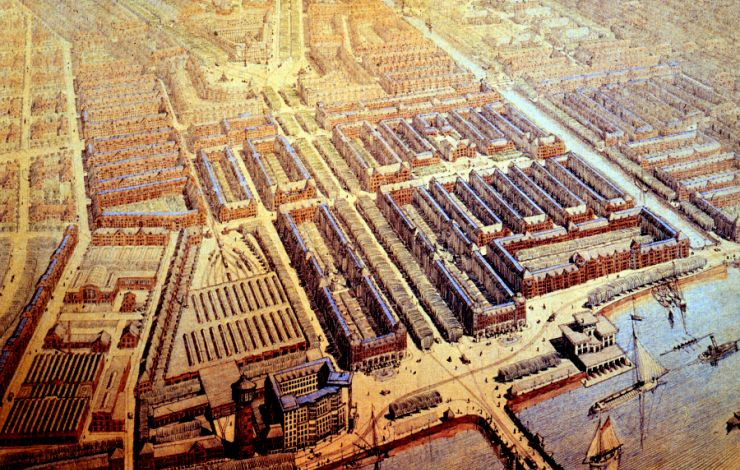
Vogelperspektive, zwischen Y-förmiger Straße und Amstelfluss
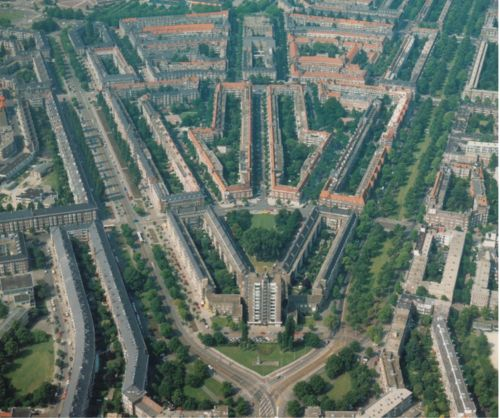
Luftfoto bei der Y-förmigen Straße, Architektur der Amsterdamer Schule
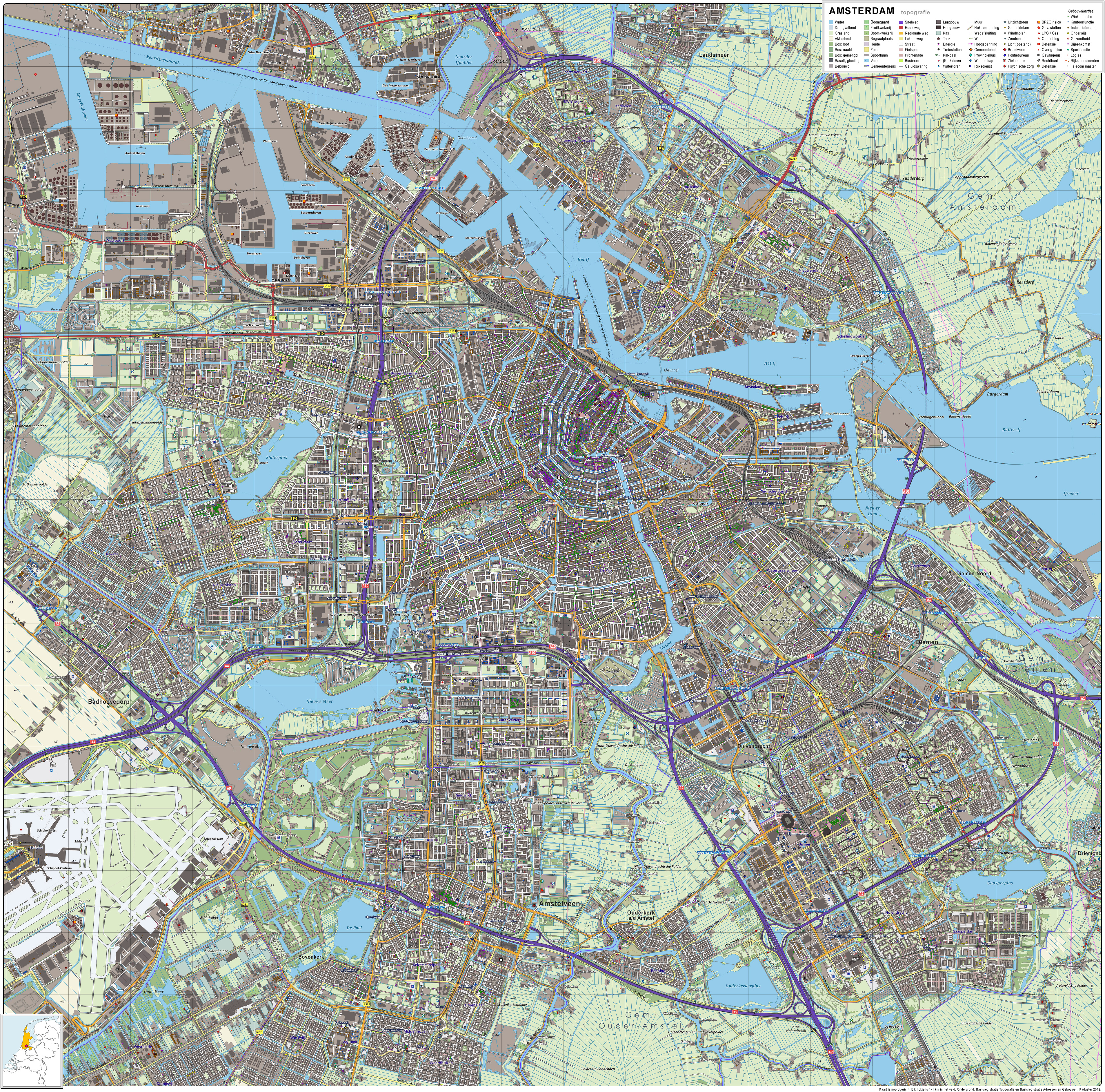
Amsterdam und Amsterdam-Zuid (unten) im Jahr 2011

## Historische Einordnung Berlages
Berlages Ideen und Werke sind keine isolierten Erscheinungen, sondern müssen im Zusammenhang der zeitgenössischen internationalen Entwicklung betrachtet werden.
Bestimmender niederländischer Architekt während Berlages Anfangszeit war PJH Cuypers. Zwischen ihm, Vertreter eines bereits rational geprägten Historismus, und dem jüngeren Kollegen bestand gegenseitiger Respekt, und Cuypers Schüler KPC de Bazel und Lauweriks befassten sich zeitweise mit ähnlichen Fragen wie Berlage. Im europäischen Rahmen muss auf die Österreicher Adolf Loos und Josef Hoffmann, die Briten Charles Voysey und Charles Rennie Mackintosh sowie das Stockholmer Rathaus von Ragnar Østberg verwiesen werden.
Berlage sah die USA als fortschrittlichste Gesellschaft seiner Zeit und damit auch als Vorreiter in künstlerischer Hinsicht. Seine Bauten wurden schon zu seinen Lebzeiten mit denen des US-Amerikaners Henry Hobson Richardson in Verbindung gebracht, bei dem Berlage selbst jedoch ein Haften an den historischen Vorbildern (in diesem Falle der Romanik) kritisierte. Louis Sullivan wurde kurz vor, Frank Lloyd Wright nur dreizehn Jahre nach Berlage geboren.
Damit ist die auf Berlage folgende Architektengeneration erreicht, mit der ihn ein zwiespältiges Verhältnis verbindet. In den Zwanziger Jahren wurde Berlage allgemein anerkannt. Architekten der Zeit wie JJP Oud würdigten seine Leistungen, er konnte sich mit den modernen Ausdrucksformen (De Stijl, Neues Bauen …) jedoch nicht mehr identifizieren, empfand sie als zu revolutionär und verkopft. Zu den massigen Backsteinbauten der von seinen Werken inspirierten Amsterdamer Schule dagegen fühlte er sich hingezogen, wenngleich er ihren fehlenden Rationalismus kritisieren musste.
Das 1990 gegründete Berlage Institute in Rotterdam ist nach ihm benannt.